# Chandanpur
Chandanpur (nep. चन्दनपुर) – gaun wikas samiti w środkowej części Nepalu w strefie Bagmati w dystrykcie Lalitpur. Według nepalskiego spisu powszechnego z 2001 roku liczył on 209 gospodarstw domowych i 1223 mieszkańców (586 kobiet i 637 mężczyzn).